# Aeonium castelloplanum
Aeonium castelloplanum är en fetbladsväxtart som beskrevs av David Bramwell och Rowley. Aeonium castelloplanum ingår i släktet Aeonium och familjen fetbladsväxter. Inga underarter finns listade i Catalogue of Life.